# Laura Allende Gossens
Laura Allende Gossens (Valparaíso, 3 de septiembre de 1911-La Habana, 23 de mayo de 1981) fue una política chilena, militante del Partido Socialista de Chile y diputada en su país durante tres períodos legislativos, desde 1965 hasta 1973.
Como hermana del presidente Salvador Allende, su vida en Chile acabó con el golpe de Estado que dio inicio a la dictadura militar, tras el cual fue encarcelada y luego exiliada.

## Biografía

### Familia y estudios
Laura Allende Gossens nació en la ciudad de Valparaíso el 3 de septiembre de 1911, en el seno de una familia acomodada de la aristocracia chilena.
Fue la hija menor y la sexta del matrimonio conformado por el abogado y periodista Salvador Allende Castro y Laura Gossens Uribe, siendo sus hermanos Salvador I, Laura I, María Inés, Alfredo y el médico  Salvador II. Este último se convirtió en presidente de Chile de 1970 a 1973, acabando su período abruptamente debido a un golpe de Estado que llevarían a su muerte y al inicio de una extensa dictadura militar. Su abuelo paterno, Ramón Allende Padín, conocido como «El Rojo», tanto por su color de pelo como por su pensamiento político, fue un médico, congresista del radical y distinguido masón.
Cursó estudios en el Colegio de los Sagrados Corazones Monjas Francesas de Valparaíso, y en el Liceo de Viña del Mar. Continuó los superiores en la Escuela de Derecho de la Universidad de Chile (sede de Valparaíso). En el ámbito laboral, trabajó como funcionaria del Departamento del Cobre por diez años.
Laura contrajo matrimonio con Gastón Pascal Lyon, con quien tuvo a sus hijos Pedro Gastón, Marianne, y los políticos de izquierda Denise (exesposa de Jorge Chadwick Vergara, de los Chadwick) y Andrés Pascal (exesposo de la cineasta chilenofrancesa Carmen Castillo, hija a su vez del arquitecto Fernando Castillo Velasco y de la escritora Mónica Echeverría Yañéz, descendiente esta última del político Eliodoro Yáñez). Maite Orsini, diputada, es hija de Maite Pascal quien ha reconocido, pero no detallado, su vínculo familiar con el clan Pascal.

### Carrera política

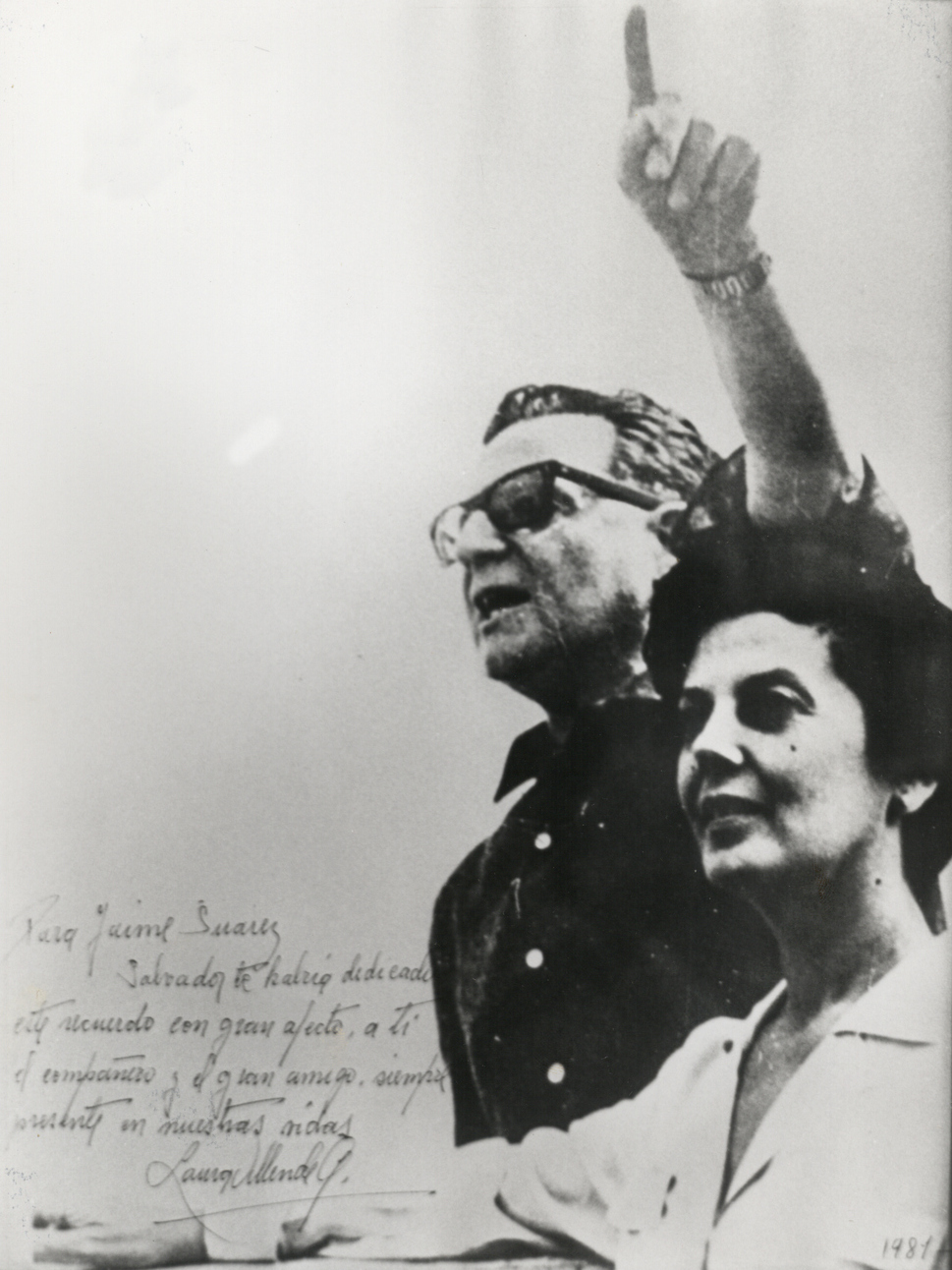
Allende y su hermano Salvador.

Ingresó a la juventud del Partido Socialista de Chile (PS). Más tarde llegó a formar parte del Comité central del PS. Trabajó en el Departamento del Cobre (futura Corporación del Cobre) entre 1955-1965.
Dentro del muralismo político chileno se formó en 1988 como parte de la Brigada Elmo Catalán (BEC) del PS, la Brigada Laura Allende (BLA). La cual estaba compuesta solo por mujeres y con una temática femenina (mujer y el trabajo y la política) usando colores como el lila y verde manzana.
Fue elegida diputada por la 7.ª agrupación departamental de Santiago para el periodo 1965-1969 (Integró la Comisión Permanente de Relaciones Exteriores; la de Hacienda; la de Vías y Obras Públicas; la de Constitución, Legislación y Justicia; la de Trabajo y Seguridad Social; la de Educación Pública; y la de Economía, Fomento y Reconstrucción. Miembro de la Comisión Especial de la Vivienda) y reelecta para 1969-1973 y 1973-1977. Integró la Comisión permanente de Vivienda y Urbanismo.

### Durante la dictadura militar
Luego del Golpe de Estado de Augusto Pinochet, en que murió su hermano Salvador, y tras el inicio de la dictadura militar, en noviembre de 1974 fue detenida junto a su hija Marianne. Estuvo dos años encarcelada. Posteriormente fue expulsada del país, se radicó primero en México y desde 1976 y hasta su muerte en Cuba.

### Últimos años
Laura Allende enfermó de cáncer, y en medio de la clandestinidad, oculta en el Hotel Riviera de La Habana, Cuba, y ante la negativa de la dictadura chilena de permitirle volver a su país, decidió quitarse la vida, el 23 de mayo de 1981. Antes de morir, le dejó una carta de despedida a Fidel Castro.
Su cuerpo fue repatriado a Santiago de Chile y sepultada en la tumba de la familia Allende en el Cementerio General, el 28 de agosto de 1988.

### Historial electoral

#### Elecciones parlamentarias 1969
- Elecciones Parlamentarias de 1969 para la 7ª  Agrupación Departamental, Talagante.[13]

| Candidato                | Pacto                    | Partido | Votos  | % | Resultado |
| ------------------------ | ------------------------ | ------- | ------ | - | --------- |
| Gladys Marin Mille       | Frente de Acción Popular | PC      | 32 158 | - | Diputada  |
| Laura Allende Gossens    | Frente de Acción Popular | PS      | 29 288 | - | Diputada  |
| Fernando Buzeta González | PDC                      | PDC     | 28 980 | - | Diputado  |
| Manuel Tagle Valdés      | PN                       | PN      | 15 520 | - | Diputado  |
| Blanca Retamal Contreras | PDC                      | PDC     | 12 704 | - | Diputada  |

#### Elecciones parlamentarias 1973
- Elecciones Parlamentarias de 1973 para la 7ª  Agrupación Departamental, Talagante.[14]

| Candidato                | Pacto                          | Partido | Votos  | %     | Resultado |
| ------------------------ | ------------------------------ | ------- | ------ | ----- | --------- |
| Laura Allende Gossens    | Unidad Popular                 | PS      | 88 974 | 28,44 | Diputada  |
| Luciano Vásquez Muruaga  | Confederación de la Democracia | PN      | 52 486 | 16,54 | Diputado  |
| Sergio Saavedra Viollier | Confederación de la Democracia | PDC     | 50 647 | 16,12 | Diputado  |
| Eliana Araníbar Figueroa | Unidad Popular                 | PC      | 44 419 | 14,35 | Diputada  |
| Blanca Retamal Contreras | Confederación de la Democracia | PDC     | 36 938 | 11,81 | Diputada  |